# 47 (број)
47 је број, нумерал и име глифа који представља тај број. 47 је природан број који се јавља после броја 46, а претходи броју 48.

## У науци
- Је атомски број сребра

## У спорту
- Је био број на дресу Андреје Кириленка док је играо за Јуту. Због тога је често поистовећиван са чувеном руском пушком АК 47

## Остало
- Је међународни позивни број за Норвешку[1]